# Thrips nigropilosus
Thrips nigropilosus är en insektsart som beskrevs av Jindřich Uzel 1895. Thrips nigropilosus ingår i släktet Thrips och familjen smaltripsar. Arten är reproducerande i Sverige. Inga underarter finns listade i Catalogue of Life.